# گوجن (چای)
گوجن (به ترکی استانبولی: Göcen) یک منطقهٔ مسکونی در ترکیه است که در چای (شهر) واقع شده‌است.